# Hey Pony
Singles de Les Chaussettes noires
Daniela - Je t’aime trop - Eddie soit bon - Betty
(mars 1961) Madame ! Madame ! - Dactylo rock - Chérie oh chérie - Trop jaloux
(septembre 1961)
Singles de Johnny Hallyday
Tutti Frutti - Knocked out - Depuis qu’ma môme - Oui j’ai
(avril 1961) Nous, quand on s’embrasse - Tu peux la prendre - Il faut saisir sa chance - Douce violence
(septembre 1961)
Singles de Les Chats Sauvages
Le jour J - En avant l'amour - Ma p'tite amie est vache - J'ai pris dans tes yeux
(juin 1961) Toi tu es bath pour moi - Dis moi si c'est l'amour - Toi, quel bonheur - Tu peins ton visage
(novembre 1961)
Hey Pony est une chanson emblématique du début des années 1960 en France, où le rock'n'roll émerge et que ses jeunes représentants connaissent leurs premiers succès. Elle est l'adaptation de la chanson américaine Pony Time, écrite et enregistrée, pour la première fois en 1960, avant que la reprise, en 1961, de Chubby Checker n'en fasse un succès aux États-Unis.
En 1961, Hey Pony est une première fois adaptée en français par Claude Moine (alias Eddy Mitchell), qui l'enregistre avec Les Chaussettes noires. Hubert Ithier signe une seconde adaptation, interprétée (notamment), par Johnny Hallyday, puis par Dick Rivers chanteur du groupe Les Chats Sauvages.

## La chanson et ses interprètes
Avec Hey Pony, le groupe Les Chaussettes noires, dont le premier disque est sortie chez Baclay en janvier 1961, publie son troisième single. Le titre a une place particulière dans les annales de la formation. En effet, le batteur Jean-Pierre Chichportich doit dans l'urgence être remplacé pour cause de service national. Des auditions sont organisées dans les studios Barclay et c'est finalement Gilbert Bastelica qui l'emporte, car de tous les prétendants au poste, il est le seul à réussir à reproduire le roulement de batterie dans l'introduction de Hey Pony, ce qui lui vaut d'intégrer, en mai, le groupe, alors en tournée.
La version de Johnny Hallyday est incluse sur son neuvième et dernier super 45 tours pour la maison de disques Vogue. Le single sort le 14 juin 1961. En septembre 1961, le chanteur, en rupture avec Vogue - il a durant l'été signé chez Philips - inscrit à son récital à l'Olympia Hey Pony (second titre du tour de chant). L'année suivante, Johnny Hallyday interprète la chanson (en français), à la télévision américaine dans le Ed Sullivan Show au cours de l'émission du 1er juillet 1962,.
1961 voit débuter - après Les Chaussettes noires en janvier - un second groupe emblématique du rock en France, Les Chats Sauvages. La version de Hey Pony ! interprétée par Dick Rivers chanteur du groupe, est au programme de leur deuxième EP qui parait en juillet.
Hey Pony a également été enregistrée en France par : Hédika, Rocky Volcano, Les Blousons noirs et Nancy Holloway.

## Discographie

### Les chaussettes noires
mai 1961 :
- super 45 tours Disques Barclay 70 383 : Hey Pony, Fou d'elle, O Mary Lou, La bamba rock[16]
- 33 tours 25cm Barclay 80 147 M[17] : 100 % rock.

### Johnny Hallyday
14 juin 1961 :
- 45 tours promotionnel Vogue 45 845[18] : Hey Pony, Si tu restes avec moi
- Super 45 tours Vogue EPL 7862[18] :

Liste des pistes
A1. À New Orléans (2:55)
A2. Mon vieux copain (2:54)
B1. Hey Pony (2:24)
B2. Si tu restes avec moi (2:35)
31 juillet 1961 :
- 33 tours 25cm Vogue LD 549[18] : Tête à tête avec Johnny Hallyday

Enregistrement live :
2012
- Johnny Hallyday à l'Olympia (Olympia 1961 - inédit au disque jusqu'en 2012)

### Les Chats Sauvages
juillet 1961 :
- Super 45 tours Pathé-Marconi 45 EA 493 : Je veux tout ce que tu veux, Trois en amour, Toi, l’étranger, Hey Pony ![20]

## Classements

### La version de Johnny Hallyday
| Classement (juillet–oct. 1961)          | Meilleure position |
| --------------------------------------- | ------------------ |
| Belgique (Wallonie Ultratop 50 Singles) | 29                 |

### Les versions des Chats sauvages et des Chaussettes noires
| Classement (sep.–oct. 1961)              | Meilleur position |
| ---------------------------------------- | ----------------- |
| Belgique (Wallonie Ultratop 50 Singles), | 34                |